# 曲枝李
曲枝李是蔷薇科李属落叶灌木，分布于佛罗里达州中部的莱克威尔士岭。种加词意指其曲折的枝条。